# Carvana
Carvana è un rivenditore online di auto usate con sede a Tempe, in Arizona. L'azienda è il rivenditore di auto usate online in più rapida crescita negli Stati Uniti ed è nota per i suoi distributori automatici di auto a più piani. Carvana è stata nominata nell'elenco Fortune 500 del 2021, una delle aziende più giovani nell'elenco.